# Lacanobia rufa
Lacanobia rufa är en fjärilsart som beskrevs av Tutt 1892. Lacanobia rufa ingår i släktet Lacanobia och familjen nattflyn. Inga underarter finns listade i Catalogue of Life.